# División de Honor femenina de rugby 2017-18
La División de Honor femenina de rugby 2017-18 fue la 7ª temporada de la máxima categoría del rugby femenino en España. Es conocida por motivos publicitarios como Liga Iberdrola de Rugby 2017-18 dado el patrocinio de Iberdrola.
Para esta temporada descendió el equipo catalán GEiEG, por el cual ascendió el madrileño CR Complutense Cisneros, un equipo que ya había competido anteriormente en la Liga Iberdrola de Rugby. Como novedad esta temporada, se disputarán 14 jornadas con el sistema de doble vuelta.

## Equipos participantes
| Equipo                      | Ciudad                              | Estadio                     | Entrenadores                                                          |
| --------------------------- | ----------------------------------- | --------------------------- | --------------------------------------------------------------------- |
| Getxo Artea RT              | Guecho (Guipúzcoa)                  | Campos Deportivos de Fadura | Kepa Andoni Saitua y Beñat Lavin                                      |
| CRAT Universidade da Coruña | La Coruña                           | Acea da Ama                 | José Antonio Portos                                                   |
| C. R. Majadahonda           | Majadahonda (Madrid)                | Valle del Arcipreste        | José Antonio Cabanas, Mariana Marxuach y León Isaac Simon             |
| INEF L'Hospitalet           | Hospitalet de Llobregat (Barcelona) | Feixa Llarga                | Anna Arnau, José Ricard Cayuelas y Stacy Duvenage                     |
| C. R. Complutense Cisneros  | Madrid                              | Estadio Central             | Noelia Macías y María Isabel Pérez                                    |
| XV Sanse Scrum              | San Sebastián de los Reyes (Madrid) | Polideportivo Dehesa Boyal  | Joaquin Aguirre, Arturo Brasca, Alfonso De La Cruz y Gustavo Paniagua |
| Olímpico de Pozuelo R. C.   | Pozuelo de Alarcón (Madrid)         | Valle de las Cañas          | Carlos Bernardos, Álvaro Montero y Gensen Palmer                      |
| XV Hortaleza R. C.          | Madrid                              | Campo de Rugby de Hortaleza | David Cabanas y Matías Nicolás Meguini                                |

## Clasificación
Actualizado a últimos partidos disputados el sin actualizar.
|  |    | Equipos                     | PJ | PG | PE | PP | TF  | TC  | DT   | EF | EC | BO | BD | Pts |
|  | -- | --------------------------- | -- | -- | -- | -- | --- | --- | ---- | -- | -- | -- | -- | --- |
|  | 1. | Olímpico de Pozuelo R. C.   | 14 | 13 | 0  | 1  | 529 | 148 | 381  | 86 | 24 | 12 | 0  | 64  |
|  | 2. | C. R. Majadahonda           | 14 | 12 | 0  | 2  | 537 | 216 | 321  | 91 | 36 | 13 | 1  | 62  |
|  | 3. | CRAT Universidade da Coruña | 14 | 10 | 0  | 4  | 380 | 245 | 135  | 62 | 39 | 8  | 1  | 49  |
|  | 4. | C. R. Complutense Cisneros  | 13 | 7  | 0  | 6  | 287 | 314 | -27  | 46 | 53 | 8  | 1  | 37  |
|  | 5. | XV Hortaleza R. C.          | 14 | 5  | 0  | 9  | 234 | 407 | -173 | 39 | 68 | 4  | 0  | 24  |
|  | 6. | INEF-L'Hospitalet           | 13 | 4  | 0  | 9  | 203 | 266 | -63  | 35 | 43 | 5  | 3  | 24  |
|  | 7. | XV Sanse Scrum RC           | 14 | 3  | 0  | 11 | 244 | 387 | -143 | 39 | 64 | 5  | 3  | 20  |
|  | 8. | Getxo Artea RT              | 11 | 1  | 0  | 13 | 152 | 583 | -431 | 26 | 97 | 2  | 3  | 9   |

Pts = Puntos totales; PJ = Partidos Jugados; G = Partidos Ganados; E = Partidos Empatados; P = Partidos Perdidos; GF = Goles a favor; GC = Goles en contra; DT = Diferencia de goles; EF = Ensayos a favor; EF = Ensayos en contra; BO = Bonus ofensivos; BD = Bonus defensivos
|  | Campeón Liga Iberdrola         |
|  | Descenso a División de Honor B |
|  | Campeón 2017/18                |

## Resultados

### Cuadro de resultados
|                      | CRCC  | CRM   | CROP  | CRAT  | GART  | INEF-L'H | XVRC  | XVSS  |
| Complutense Cisneros |       | 5-27  | 14-29 | 13-50 | 22-15 | -        | 45-29 | 33-27 |
| Majadahonda          | 32-14 |       | 37-17 | 34-26 | 65-0  | 40-19    | 50-18 | 44-5  |
| Olímpico de Pozuelo  | 29-14 | 29-12 |       | 56-12 | 74-5  | 35-5     | 56-7  | 25-5  |
| CRAT Coruña          | 15-20 | 29-24 | 12-25 |       | 77-0  | 10-5     | 20-0  | 22-10 |
| Getxo Artea          | 26-22 | 0-53  | 5-46  | 17-37 |       | 0-27     | 17-44 | 33-38 |
| INEF-L'Hospitalet    | 14-22 | 24-32 | 0-33  | 5-13  | 22-17 |          | 15-17 | 15-18 |
| XV Hortaleza RC      | 3-37  | 10-49 | 19-40 | 12-24 | 20-0  | 10-29    |       | 14-12 |
| XV Sanse Scrum       | 10-32 | 20-38 | 7-27  | 24-33 | 36-17 | 19-23    | 13-31 |       |